# Jens Scheffler
Jens Scheffler   (Zschopau, 11 de gener de 1960) és un ex-pilot d'enduro alemany, quatre vegades Campió d'Europa i membre de l'equip de la RDA guanyador del Trofeu als ISDE de 1987, celebrats a Polònia. D'ençà de 1990 és instructor a l'Escola d'Enduro de Dany Wirz, i des del 2003, un cop hagué obtingut el títol d'entrenador de la Federació Alemanya, regenta la seva pròpia escola a Zschopau.

## Resum biogràfic
Scheffler debutà en competicions d'enduro a 16 anys, acabant tercer al Campionat de la RDA d'enduro en la categoria de 175 cc. El 1978, un cop acabat el seu aprenentatge com a constructor, passà al departament d'esports de MZ. Aquell mateix any fou membre de l'equip de la RDA que acabà segon al Trofeu als ISDE, celebrats a Värnamo, Suècia. El 1979 acabà quart al Campionat de la RDA de 350 cc i al Campionat d'Europa de la mateixa cilindrada. El 1980 passà a la categoria de 500 cc, acabant subcampió d'Europa al primer intent i campió l'any següent, 1981. El 1982 repetí subcampionat, guanyant tres Campionats seguits entre 1983 i 1985 i tornant a quedar subcampió el 1986 (els anys 1987 i 1988 fou tercer).
El 1989 va guanyar el seu únic campionat de la RDA. L'any següent, 1990, canvià a Suzuki i fou campió d'Alemanya en la categoria de 400 cc 4T, essent-hi subcampió el 1991. Ja el 1992 es traslladà a Suïssa, on fou subcampió de 125 cc els anys 1995 i 1996.

## Palmarès

### Campionat d'Europa
- 4 Campionats d'Europa d'enduro:
  - 1981 - 500 cc
  - 1983 - 500 cc
  - 1984 - 500 cc
  - 1985 - 500 cc
- 3 Subcampionats d'Europa d'enduro:
  - 1980 - 500 cc
  - 1982 - 500 cc
  - 1986 - 500 cc

### ISDE
- 1 Victòria amb l'equip de la RDA al Trofeu (1987 - Jelenia Góra, Polònia)

### Campionat d'Alemanya
- 1 Campionat de la RDA d'enduro +125cc Spezialtechnik: 1989
- 1 Campionat d'Alemanya d'enduro 400 cc 4T: 1990